# Beriev Be-12
Beriev Be-12 Chayka (nghĩa là chim Mòng biển,ký hiệu NATO:Mail) là một loại máy bay thủy phi cơ sử dụng động cơ cánh quạt do Cục thiết kế Beriev (Liên Xô) phát triển từ cuối những năm 1950 nghiên cứu chế tạo nhằm thực hiện các nhiệm vụ tuần tra bờ biển và chống tàu ngầm.

## Thiết kế và phát triển
Beriev Be-12 được nghiên cứu và thiết kế dựa trên loại máy bay Beriev Be-6 của Liên Xô,đây cũng là một loại máy bay tuần tra biển kiêm ném bom chống tàu ngầm.Khác Be-6, Be-12 có cấu tạo cánh giống hình cánh chim hải âu và đuôi có dạng ba nhánh (phần đuôi kéo dài ra, có 2 cánh đuôi xếp thẳng đứng,đối xứng).Kết cấu trên giúp máy bay có thể bay lượn dễ dàng đặc biệt là trong điều kiện hoạt động trên biển tương tự như loài hải âu - một loài chim biển. Be-12 sử dụng 2 động cơ cánh quạt, có tốc độ và tầm hoạt động hơn hẳn chiếc Be-6.Be-12 cũng có bánh xe có thể thu vào hoặc thả ra,vì là một loại thủy phi cơ nên Be-12 có thể hạ cánh trên mặt nước và hạ cánh trên sân bay. Thân Be-12 chia làm 10 khoang với các vách ngăn kín nước, bên trong lắp khí tài điện tử. Nếu vài khoang bị thủng, máy bay vẫn nổi tốt trên mặt nước. Dưới 2 cánh có thêm 2 phao nổi để tạo sự ổn định.
Chuyến bay đầu tiên của Be-12 được thực hiện vào ngày 18 tháng 10 năm 1960 tại sân bay Taganrog,Liên Xô cũ. Nó xuất hiện trước công chúng vào năm 1961 tại triển lãm hàng không Xô Viết ở sân bay Tushino. Có 150 máy bay đã được sản xuất, nhiều chiếc trong số đó vẫn còn hoạt động.

## Lịch sử hoạt động
Beriev Be-12 được Không quân Hải quân Liên Xô AV-MF (Aviatcia Voenno-Morskogo Flota) vào đầu thập niên 1960 trong nhiệm vụ tuần tra biển và chống tàu ngầm,nó cũng là một trong những loại máy bay thủy phi cơ từ thế kỷ 20 còn hoạt động.Ban đầu nhiệm vụ của nó là tuần tra và chống tàu ngầm nhưng từ khi loại tên lửa đời mới cho phép tàu ngầm của Hải quân Hoa Kỳ phóng từ ngoài khơi vào đất liền với tầm bắn rất xa thì Be-12 chuyển sang thực hiện nhiệm vụ tìm kiếm cứu hộ (Be-12PS) vì Liên Xô cần các loại tên lửa đánh chặn đạn đạo và các tàu ngầm đời mới cũng trang bị tên lửa liên lục địa (như Tàu ngầm Đề án 941 Akula) để uy hiếp Hoa Kỳ,tuy vậy Be-12 vẫn là loại máy bay săn ngầm có tầm hoạt động tốt.Sau khi Liên Xô tan rã,các máy bay Be-12 được chia cho các quốc gia cộng hòa và thực hiện nhiệm vụ thả bom nước chữa cháy. Trong thời gian phát triển loại máy bay thủy phi cơ chữa cháy Beriev Be-200 thì một số thiết bị phục vụ hoạt động phòng cháy chữa cháy được lắp đặt trên Be-12P và nó có mật danh là "12 Yellow". Sau khi được trang bị hệ thống điện tử của Be-12P-200 thì Be-12P thành máy bay chữa cháy có công nghệ cao, nó được đăng ký theo mã RA-00046 rồi được chỉ định đặt tên theo kiểu biến thể của Be-12 là Be-12P-200.Be-12P-200 vẫn được sử dụng để chữa cháy ngay cả khi chiếc Be-200 đã được đưa vào chế tạo. Theo số liệu năm 1993, Hải quân Nga còn sử dụng 55 chiếc Be-12. Đến năm 2005 có 12 chiếc bị rơi và đến năm 2009 chỉ còn 9 chiếc hoạt động. Một vài chiếc được trưng bày trong viện bảo tàng như Bảo tàng Không quân Trung ương ở Monino,ngoại ô Moskva. 1 chiếc khác đang nằm ở Bảo tàng Hàng không Ukraina và Bảo tàng Hàng không Taganrog.

## Biến thể

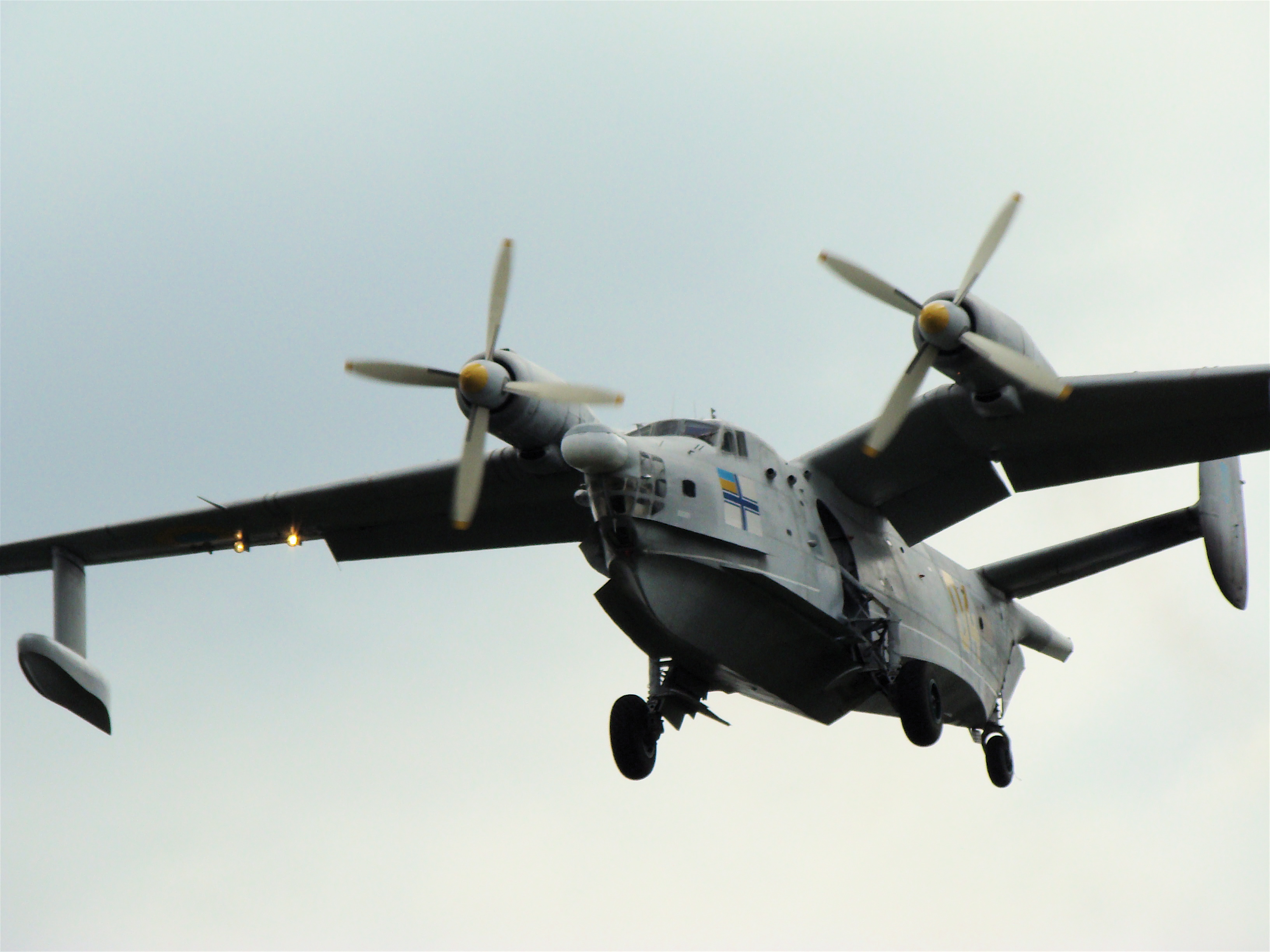
Be-12 của Ukraina

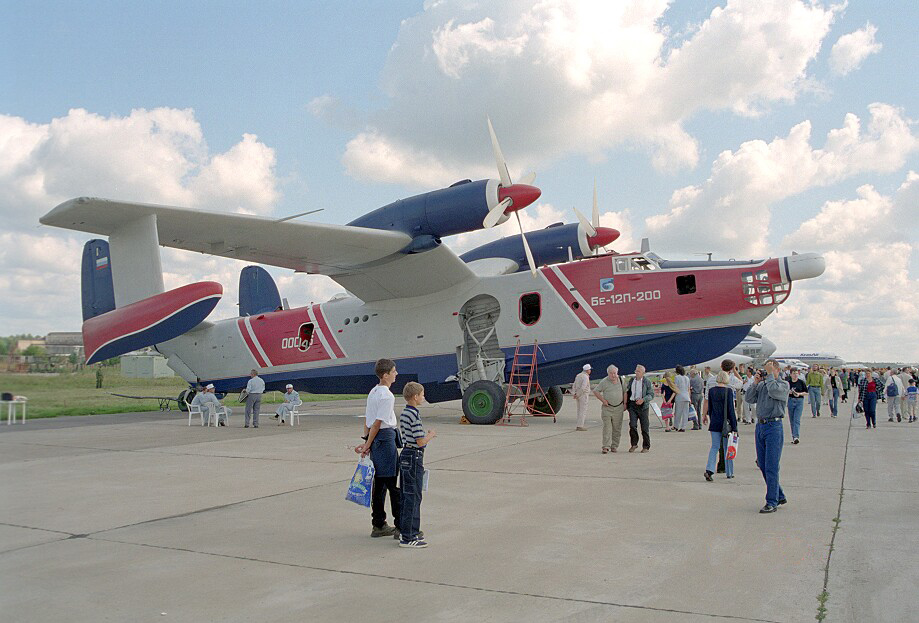
Be-12P-200

Be-12
Phiên bản 2 động cơ cánh quạt dùng để tuần tra chống tàu ngầm. Có 2 biến thể và 130 chiếc được sản xuất
Be-12EKO
Phiên bản trinh sát và chụp ảnh môi trường. Không sản xuất
Be-12I
Phiên bản nghiên cứu khoa học năm 1991. Không sản xuất
Be-12LL
Phiên bản thử nghiệm tên lửa chống hạm "Moskit" (P-270 Moskit).Ra đa đặt ở mũi máy bay nhằm dẫn đường cho tên lửa. 1 chiếc được sản xuất thử nghiệm năm 1980.
Be-12N
Phiên bản chống tàu ngầm với hệ thống hệ thống cảm biến, hệ thống điện tử mới và được trang bị hệ thống MAD (Magnetic anomaly detector).Hệ thống cảm biến và tìm kiếm Nartsiss. 27 chiếc được sản xuất.
Be-12Nkh
Phiên bản vận tải hành khách và thương mại. Các thiết bị quân sự bị gỡ bỏ, thêm cửa sổ ở khoang chứa hàng. 2 chiếc được nâng cấp từ Be-12
Be-12P
Phiên bản chữa cháy. 1 thùng dầu chính 4,500,2 thùng dầu phụ 750 l.4 được sản xuất năm 1992.
Be-12P-200
Phiên bản chữa cháy sử dụng công nghệ trên chiếc Beriev Be-200.1 được sản xuất
Be-12PS
Phiên bản tìm kiếm cứu nạn. Phi hành đoàn 6 người. 10 chiếc được sản xuất, 4 được nâng cấp từ Be-12.
Be-12SK
1 được sản xuất thử nghiệm năm 1961 nhằm sử dụng bom hạt nhân chiến thuật SK-1 chống tàu ngầm.
Be-14
Phiên bản cứu hộ mọi thời tiết. Bổ sung thêm các thiết bị cứu hộ và y tế. Phi hành đoàn 6 người. Động cơ AI-20D. 1 được sản xuất.
M-12
Phiên bản được thiết kế nhằm thực hiện các kỷ lục bay. Phi hành đoàn 2 người. Sau đó lại trở về cấu hình tiêu chuẩn.

## Các quốc gia sử dụng
Ai Cập
- Không quân Ai Cập có 2-3 chiếc năm 1970, điều khiển bởi các phi công Xô Viết, để duy trì giám sát Hạm đội 6 của Hải quân Hoa Kỳ ở Địa Trung Hải.[2]

 Nga
- Không quân Hải quân Nga nhận được vài chiếc từ Liên Xô. 9 chiếc vẫn còn hoạt động ở Hạm đội Biển Đen.[3]

 Liên Xô
- Không quân Hải quân Xô Viết chuyển giao toàn bộ cho Nga và Ukraina.

 Syria
- Không quân Syria

 Ukraina
- Không quân Hải quân Ukraina nhận được từ khi Liên Xô tan rã.

 Việt Nam
- Không quân Nhân dân Việt Nam chuyển cho Không quân Hải quân Việt Nam. Cuối năm 1980, Tư lệnh Quân chủng Không quân ra quyết định thành lập phi đội máy bay săn ngầm Be-12 thuộc Trung đoàn Không quân 933 (Sư đoàn 372). Năm 1981, 4 thủy phi cơ Be-12 được Liên Xô chuyển giao cho Việt Nam.

## Thông số kỹ thuật

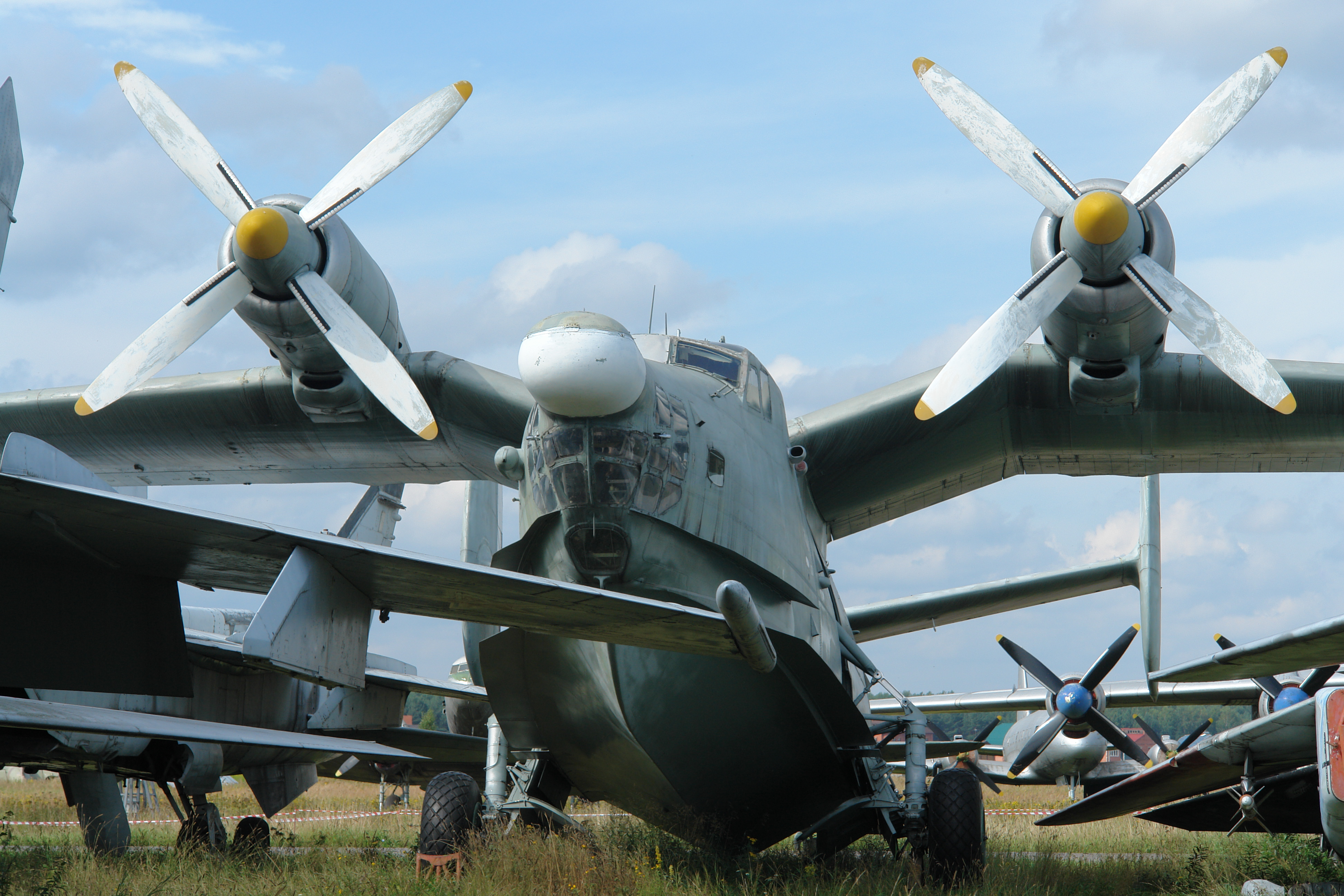
Be-12 ở Bảo tàng Không quân Trung ương ngoại ô Moskva,năm 2006

### Đặc điểm riêng
- Phi đoàn: 4
- Chiều dài: 30,11 m (98 ft 9 in)
- Sải cánh:29,84 m (97 ft 11 in)
- Chiều cao: 7,94 m (26 ft 1 in)
- Diện tích cánh:99 m² (1,065 ft²)
- Trọng lượng rỗng: 24.000 kg (52,800 lb)
- Trọng lượng cất cánh:29.500 kg (64,900 lb)
- Trọng lượng cất cánh tối đa:36..000 kg (79,200 lb)
- Động cơ: 2 động cơ tuốc bin cánh quạt Ivchenko Progress AI-20D (5.180 mã lực/chiếc)

### Hiệu suất bay
- Vận tốc cực đại: 530 km/h (290 kn, 330 mph)
- Tầm bay:3.300 km (1,800 nmi, 2,100 mi)
- Trần bay: 8.000 m (26,247 ft)
- Lực đẩy/trọng lượng:260 W / kg (0,16 hp / lb)[4]

### Vũ trang
Be-12 mang được 3.000-4.000 kg ngư lôi tự dẫn và bom để tấn công tàu ngầm đối phương. Cụ thể, gồm:
- Ngư lôi tự dẫn âm thanh AT-1 450mm có khối lượng 560 kg, lắp đầu đạn thuốc nổ mạnh 70–160 kg, tầm bắn 5.000m, tốc độ 27 hải lý/h. Đầu tự dẫn kích hoạt tầm 500-1000m.
- Ngư lôi tự dẫn âm thanh AT-2 533mm có khối lượng 1.050 kg, lắp đầu đạn 80–150 kg, tầm bắn 7.000m, tốc độ 40 hải lý/h. Đầu tự dẫn kích hoạt tầm 1.000m.
- Bom chống tàu ngầm.

Ngoài ra, biến thể Be-12LL cải tiến mang được tên lửa hành trình chống tàu siêu âm 3M-80 Moskit. Nhưng Be-12LL không bao giờ đi vào phục vụ rộng rãi.

### Máy bay có tính năng tương đương
- PBM Mariner
- P5M Marlin
- CL-415
- ShinMaywa US-2
- Harbin SH-5

### Máy bay có cùng sự phát triển
- Beriev Be-103 Bekas
- Beriev Be-200
- Beriev Be-32
- Beriev A-42 PE
- Beriev Be-2500 Neptune